# Parlement van de Centraal-Afrikaanse Republiek

Wapen van de Centraal-Afrikaanse Republiek

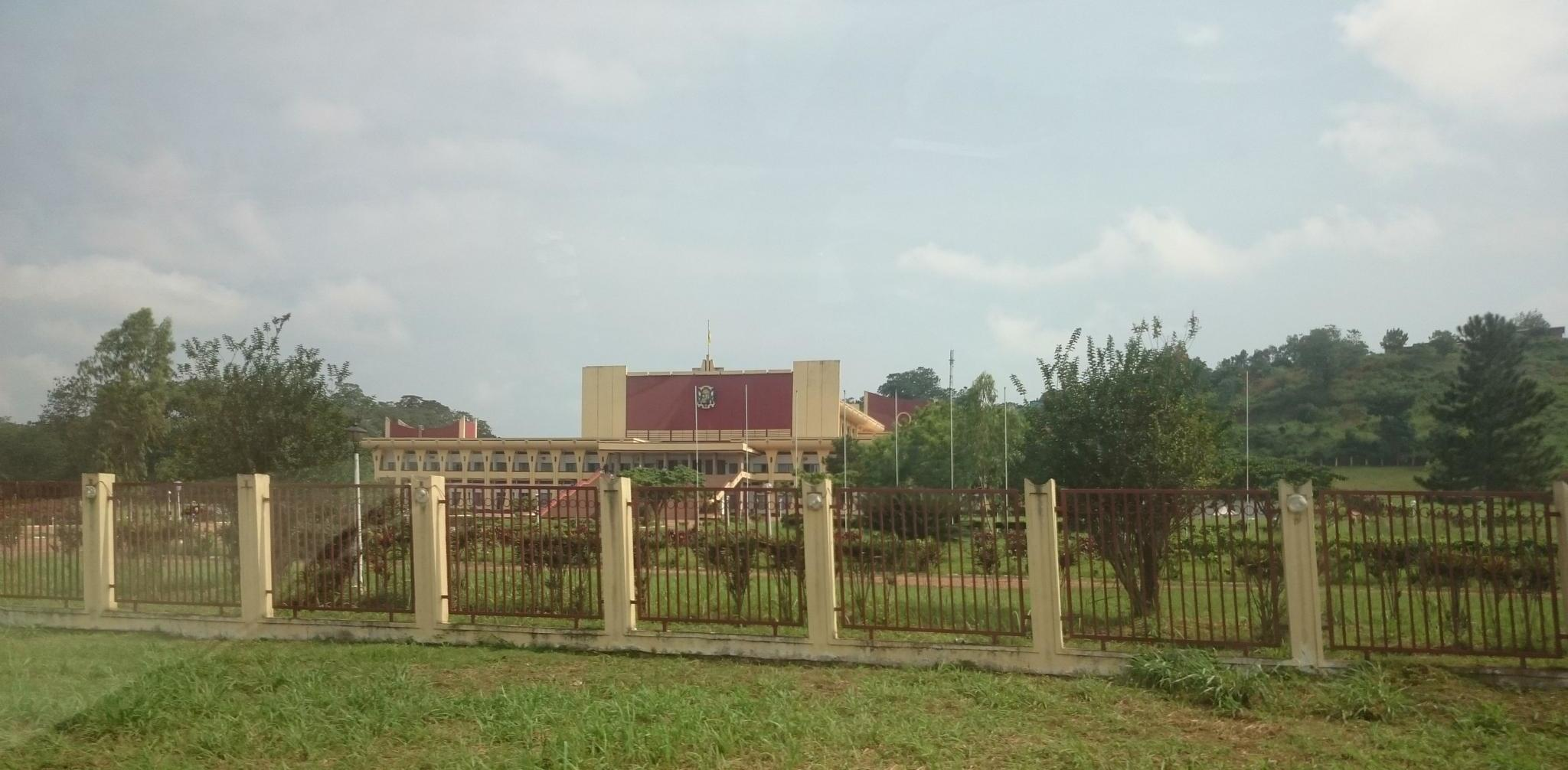
Parlementsgebouw in Bangui

Het Parlement van de Centraal-Afrikaanse Republiek (Frans: Parlement centrafricaine) bestaat uit twee Kamers:
- de Nationale Vergadering (Assemblée nationale) - lagerhuis, 140 leden;
- de Senaat (Sénat) - hogerhuis, de grondwet van 2016 voorziet in een Senaat, maar deze is nog niet gekozen